# Bertram Keightley
Bertram Keightley (* 4. April 1860 in Birkenhead, England; † 31. Oktober 1944) war ein englischer Rechtsanwalt und Theosoph.
Keightley studierte an der Universität Cambridge und schloss diese mit dem Master of Arts ab; später übte er den Beruf des Rechtsanwaltes aus.
Im Frühjahr 1884 wurde er Mitglied der London Lodge und damit der Theosophischen Gesellschaft. 1887 war er einer der Gründer der Blavatsky Lodge und einer jener Theosophen, aufgrund deren Initiative Helena Blavatsky am 1. Mai 1887 nach London übersiedelte, wo sie bis zu ihrem Tod, am 8. Mai 1891 blieb. Während dieser Zeit unterstützte er Blavatsky bei der Herausgabe ihrer Werke Die Geheimlehre, Die Stimme der Stille und Der Schlüssel zur Theosophie. Ebenso war er stellvertretender Herausgeber der Zeitschrift Lucifer und veröffentlichte in dieser eine Reihe von eigenen Artikeln.
Ende 1891 wurde Keightley zum Generalsekretär der indischen Sektion der Theosophischen Gesellschaft gewählt. Später war er Generalsekretär der britischen Sektion. Bei der Spaltung der Theosophischen Gesellschaft 1895 infolge der Judge Case, folgte er der Theosophischen Gesellschaft Adyar (Adyar-TG). Nach dem Tod Henry Steel Olcotts 1907 bewarb er sich neben Annie Besant für das Amt des Präsidenten der Adyar-TG. Letztlich verzichtete er jedoch auf seine Kandidatur, wodurch Besant mangels Alternative die Wahl klar für sich entschied.
Rudolf Steiner wohnte bei seinem Aufenthalt in London 1902 bei Keightley und schrieb darüber „Ich wurde sehr befreundet mit ihm.“
Keightley starb am 31. Oktober 1944 an Herzversagen und wurde am Gangesufer in Allahabad durch Feuerbestattung beigesetzt.
Der Neffe Bertram Keightleys war der Theosoph Archibald Keightley; beide unterstützten Blavatsky auch in finanzieller Hinsicht.

## Werke
- Bertram Keightley's Lectures in America. Kessinger, Whitefish 2005, ISBN 1-4253-5947-7.
- Reminiscences of H.P. Blavatsky. Theosophical Publishing House, Adyar 1931

Als Übersetzer:
- Rudolf Steiner: Mystics of the Renaissance, and their relation to modern thought, including Meister Eckhart, Tauler, Paracelsus, Jacob Boehme, Giordano Bruno, and others. G.P. Putnam’s sons, New York 1911
- Rudolf Steiner: Three Essays on Haeckel and Karma. Theosophical Publishing Society, London 1914
- Rudolf Steiner: Two Essays on Haeckel. Rudolf Steiner Publishing Co., London 1935